# معجزه عشق
معجزه عشق با نام قبلی تبسم تلخ فیلمی در ژانر کمدی به کارگردانی محمدرضا ممتاز و تهیه‌کنندگی داریوش بابائیان، نویسندگی محمدرضا ممتاز محصول سال ۱۳۹۷ است.
این فیلم در تاریخ ۳۱ خرداد ۱۴۰۲ در سینماهای ایران اکران شده است.

## خلاصه فیلم
فردی دفتر ازدواج و طلاق دارد و مشاور خانواده هم هست. برادرش در خارج از کشور مجری شبکه‌های ماهواره ای شده و همین مسئله برای او مشکلات زیادی فراهم ساخته، به توصیه یکی از دوستانش برای اینکه جو متشنج کمی آرام شود و او کمی از حاشیه دور بماند راهی مسافرت می‌شود و در مسیر با خانم جوانی آشنا می‌شود…

## بازیگران
- اکبر عبدی
- الهام حمیدی
- میرطاهر مظلومی
- پوراندخت مهیمن
- هوشنگ حریرچیان
- عباس محبوب
- محمد شیری
- صالح خواجویی
- کیمیا بابائیان
- محمدرضا سهرابی
- حسین غیابی
- زهره فوده
- عادل یوسفی
- علی رفیعی
- حمید تقدسی